# Vancouver-Hastings (circonscription britanno-colombienne)
Pour les articles homonymes, voir Vancouver (homonymie) et Hastings.
Circonscription électorale provinciale du Canada
Vancouver-Hastings est une circonscription provinciale de la Colombie-Britannique représentée à l'Assemblée législative de la Colombie-Britannique depuis 1991.

## Géographie
En 2020, la circonscription représente une partie de la ville de Vancouver dans le district régional du Grand Vancouver.

## Liste des députés
| Législature        | Années             | Député             | Député             | Parti              |
| Vancouver-Hastings | Vancouver-Hastings | Vancouver-Hastings | Vancouver-Hastings | Vancouver-Hastings |
| ------------------ | ------------------ | ------------------ | ------------------ | ------------------ |
| 35e                | 1991–1996          |                    | Joy MacPhail (en)  | Néo-démocrate      |
| 36e                | 1996–2001          |                    | Joy MacPhail (en)  | Néo-démocrate      |
| 37e                | 2001-2005          |                    | Joy MacPhail (en)  | Néo-démocrate      |
| 38e                | 2005–2009          |                    | Shane Simpson (en) | Néo-démocrate      |
| 39e                | 2009–2013          |                    | Shane Simpson (en) | Néo-démocrate      |
| 40e                | 2013–2017          |                    | Shane Simpson (en) | Néo-démocrate      |
| 41e                | 2017–2020          |                    | Shane Simpson (en) | Néo-démocrate      |
| 42e                | 2020–2024          |                    | Niki Sharma (en)   | Néo-démocrate      |
| 43e                | 2024–en cours      |                    | Niki Sharma (en)   | Néo-démocrate      |

## Résultats électoraux

Frontière de la circonscription en 2015.
Frontière de la circonscription en 2023.